# Szakalár
Szakalár románul: Socolari, falu Romániában, a Bánságban, Krassó-Szörény megyében.

## Fekvése
Oravicabányától délre fekvő település.

## Története
Szokolár nevét 1363-ban említette először oklevél Mykch f. Finta de Zakalar formában. Nevét udvari solymászokról kaphatta.
1363-ban és 1428-ban Zakolar, 1449-ben Zokolar, 1808-ban Szokolár h., Szokolariu val., 1913-ban Szakalár néven írták írták. 
1319 előtt a falu birtokosai a Szokolári nemesek voltak, azonban 1363-ban Henc fia János ilyédi várnagy a nemesek kövesd(patak)i és szokolári birtokrészét elfoglalta.
Szokolár és Patak határán, a 664 m Cetatie hegyen (1884/91. tk) álltak 
Ilyéd vár  romjai. 
1851-ben Fényes Elek írta a településről:
Szokolán, Krassó vármegyében, 6 katholikus, 1159 óhitü lakossal, anyatemplommal. Van itt közel egy régi hegyi váromladék, melly közönségesen Potoki várnak hivatik, de eredete bizonytalan. Találnak itt néha régi pénzeket is.
A trianoni békeszerződés előtt Krassó-Szörény vármegye Jámi járásához tartozott.
1910-ben 1369 lakosából 1352 román, 9 magyar, 2 német volt, melyből 1357 görög keleti ortodox, 1 görögkatolikus, 3 római katolikus, 1 református, 6 evangélikus és 1 izraelita volt.

## Források

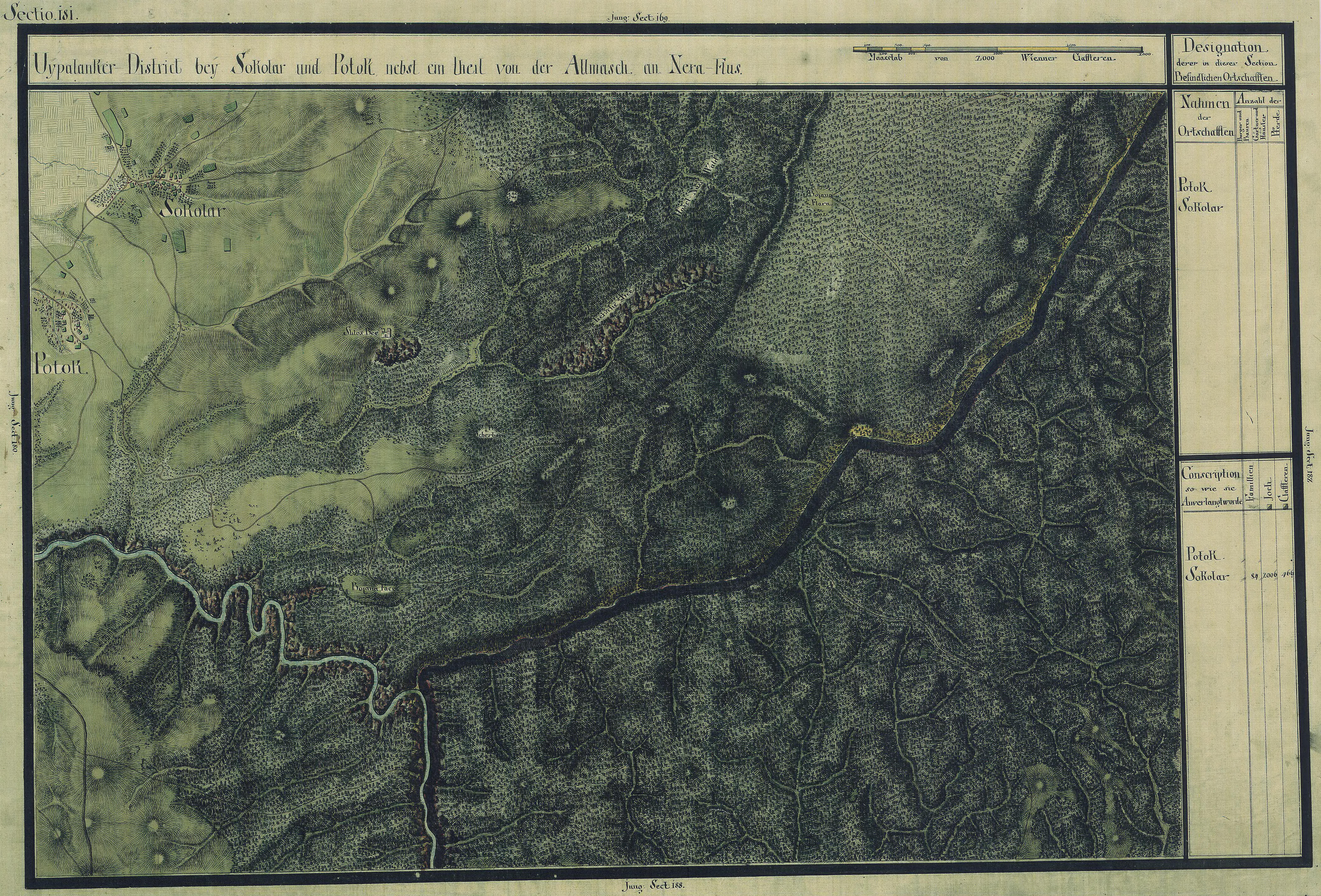
Szakalár egy régi térképen